# Énergie en Corée du Nord

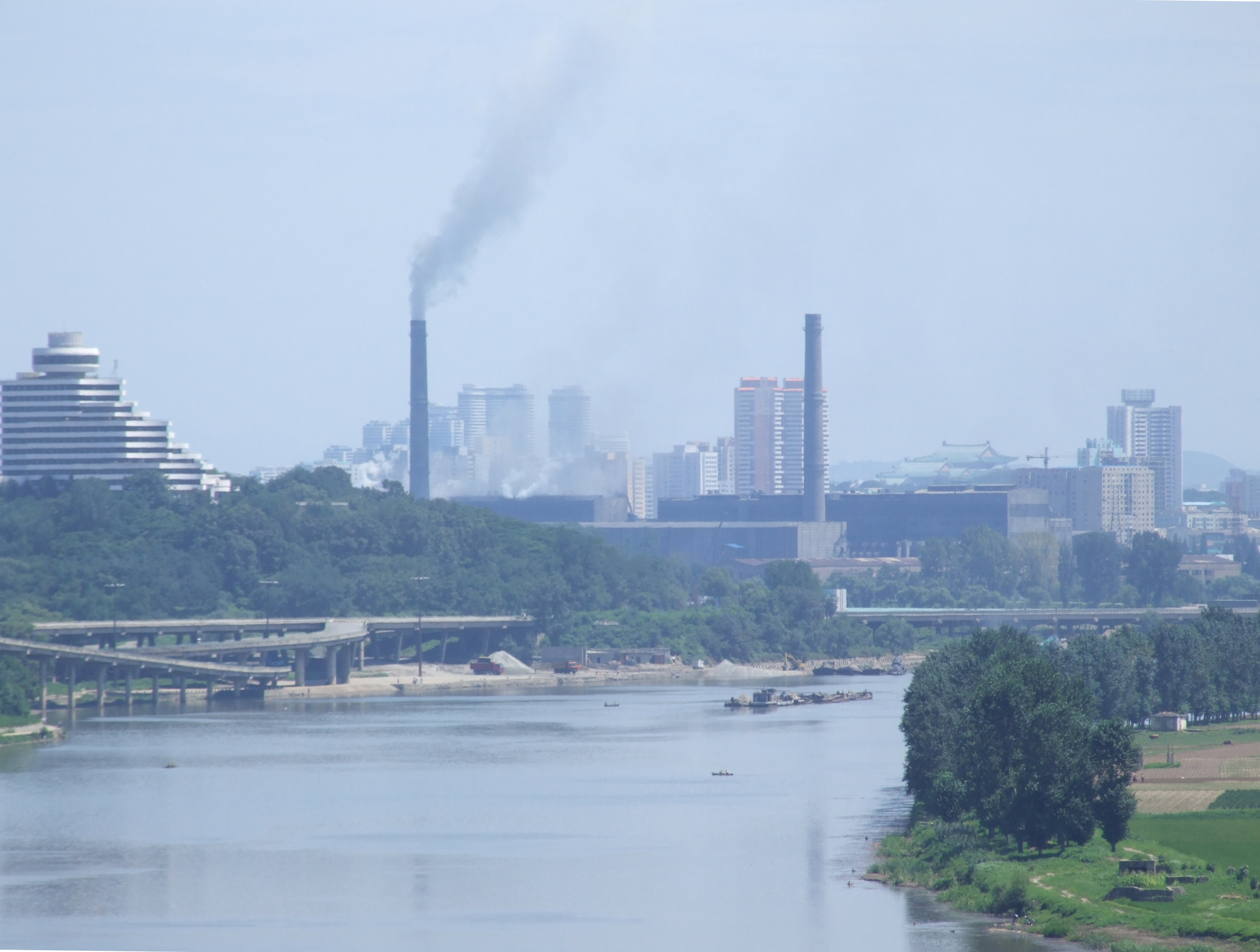
La centrale thermique de Pyongchon produit de l'électricité pour le centre de Pyongyang.

L'énergie en Corée du Nord est un produit que le pays exporte davantage qu'il n'importe. La consommation d'énergie en Corée du Nord est de 13 930 GWh soit 542,8 kWh par habitant en 2019, en forte baisse depuis 1990. La production d'énergie est de 16 076 GWh,. Les principales sources d'énergie du pays sont le charbon et l'hydroélectricité, que Kim Jong-il a mis en œuvre à travers le pays.
Selon le World Factbook 2019 de la CIA, seule 26 % de la population nord-coréenne a accès à l'électricité. Dans le détail, 36 % des urbains et 11 % des ruraux sont raccordés à l'électricité. De nombreux ménages sont limités à 2 heures d'électricité par jour en raison de la priorité donnée à l'industrie,,.

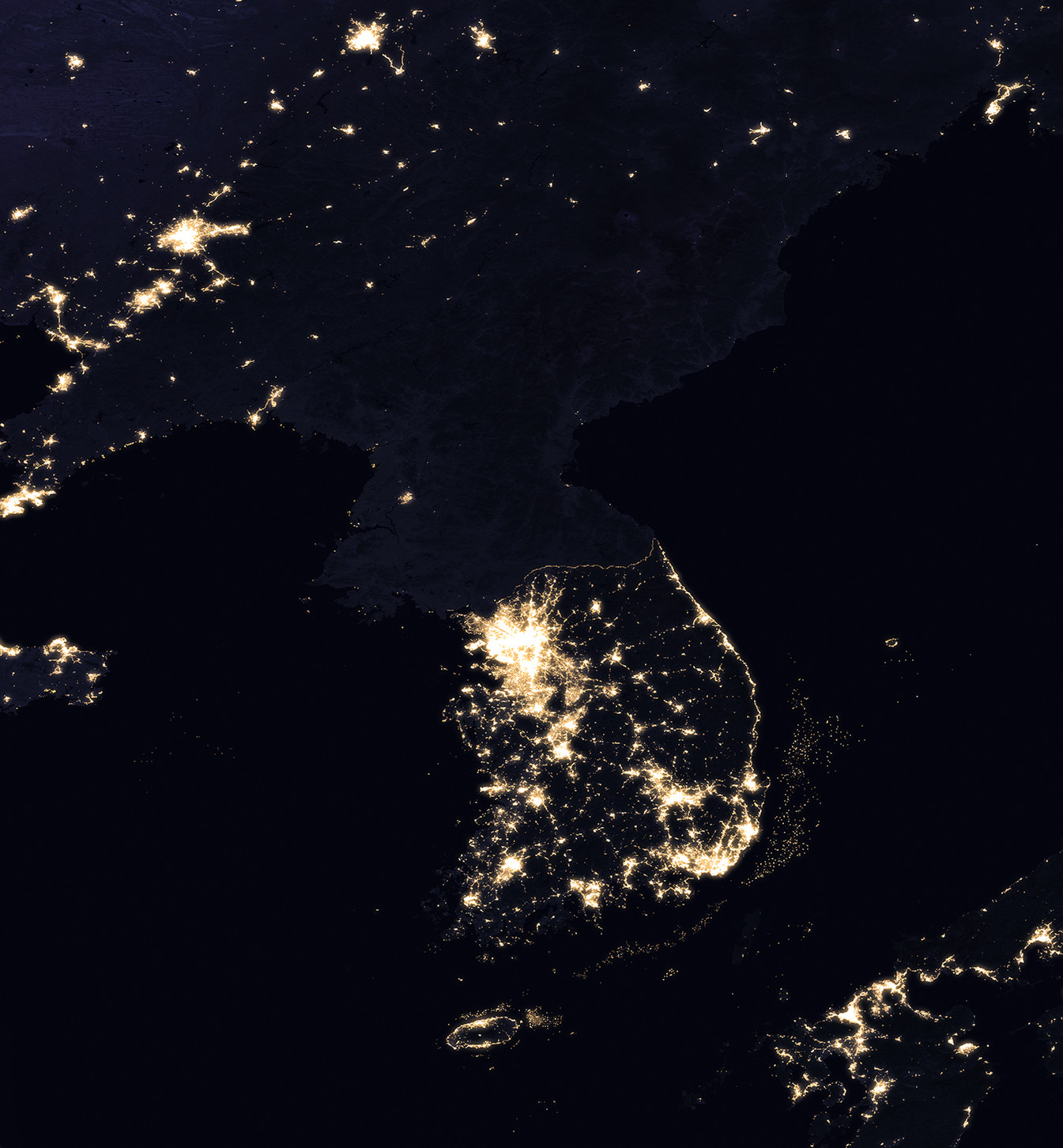
Photographie de la péninsule coréenne la nuit. Alors que la Corée du Sud est éclairée, le nord de la péninsule reste sombre. Le seul point illuminé est la capitale, Pyongyang.

## Consommation d'électricité
Selon les statistiques compilées par l'agence sud-coréenne Statistics Korea, sur la base des données de l'Agence internationale de l'énergie, la consommation d'électricité par habitant est passée de son pic en 1990 de 1 247 kilowattheures à  712 kilowattheures en 2000. La consommation à ensuite légèrement augmenté pour atteindre 819 kilowattheures en 2008. Depuis, la consommation a été divisée par deux. Elle est de moins de 400 kilowattheures en 2019, soit le plus bas niveau jamais atteint depuis le début des relevés.
En 2017, il est rapporté que plusieurs foyers utilisent de petits systèmes photovoltaïques autonomes,. En 2019, il est estimé qu'une grande partie des Nord-coréens utilisent ce type d'équipement.
En 2019, une amélioration de la situation est constatée à Pyongyang où l'électricité est distribuée jusqu'à 23 heures par jour. Cette amélioration s'explique possiblement par une aide apportée par la Chine.

## Importations de pétrole
La Corée du Nord importe du pétrole brut d'un oléoduc partant de Dandong, en Chine. Le pétrole brut est ensuite raffiné à l'usine de Ponghwa à Sinuiju. La Corée du Nord possède une plus petite raffinerie de pétrole, la raffinerie de Sŭngri, à sa frontière russe. Avant la guerre froide, du pétrole de Chine et d'Union soviétique à des prix inférieurs à ceux du marché était importé. Depuis la fin de la guerre froide, ces accords n'ont pas été renouvelés, entraînant une hausse explosive des prix du pétrole dans le pays et une baisse des importations.
La Corée du Nord importe du carburéacteur, du diesel et de l'essence depuis deux raffineries à Dalian, en Chine. Ces dernières sont importées via le port nord-coréen de Nampo.
En 2019, la Corée du Nord importe 21 029 térajoules contre plus de 28 010 térajoules en 1998. Aucune exportation de pétrole n'a jamais été recensée.

## Installations électriques
La Corée du Nord dépend principalement de l'hydroélectricité, ce qui entraîne des pénuries en hiver, lorsqu'il y a peu de précipitations et que la glace bloque le débit des rivières,.
| Année | Charbon    | Pétrole   | Hydraulique | Solaire |
| ----- | ---------- | --------- | ----------- | ------- |
| 1990  | 11 094 GWh | 1 006 GWh | 15 600 GWh  |         |
| 1995  | 8 465 GWh  | 335 GWh   | 14 200 GWh  |         |
| 2000  | 8 403 GWh  | 797 GWh   | 10 200 GWh  |         |
| 2005  | 8 943 GWh  | 835 GWh   | 13 132 GWh  |         |
| 2010  | 5 537 GWh  | 570 GWh   | 13 400 GWh  | 1 GWh   |
| 2015  | 2 004 GWh  | 813 GWh   | 10 000 GWh  | 11 GWh  |
| 2019  | 1 637 GWh  | 926 GWh   | 11 000 GWh  | 16 GWh  |